# Eleccions legislatives noruegues de 2005
Les eleccions legislatives noruegues de 2005 se celebraren el 12 de setembre de 2005 a Noruega per a renovar els 169 membres del Storting, el parlament del país. Durant aquestes eleccions es van escollir representants per a quatre escons més que a les eleccions legislatives anteriors. Es va poder votar anticipadament entre el 10 d'agost i el 9 de setembre de 2005.
Les eleccions van ser guanyades per l'oposició de centreesquerra Coalició Roja i Verda, que va obtenir 87 escons. No obstant això, en nombre de vots, l'elecció va ser molt més tancada. Els tres partits de la coalició de centreesquerra van obtenir 48,8% dels vots, mentre que els vots combinats dels partits de dreta arriben a 49,2%. Així Jens Stoltenberg fou nomenat primer ministre de Noruega
La discrepància en els resultats ve de la forma com s'assignen els escons a les regions, que avantatja les regions més grans de la part nord del país, on l'esquerra va guanyar i penalitza les regions agrícoles del sud, on l'esquerra és més feble.

## Resultats
|         |                                                                |         |      |       |          |        |
| Partits | Partits                                                        | Vots    | Vots | Vots  | Escons   | Escons |
| Partits | Partits                                                        | #       | %    | ± %   | #        | ±      |
|         | Partit Laborista Noruec (Det norske Arbeiderparti)             | 862,757 | 32.7 | +8.4  | 61 / 169 | 18     |
|         | Partit del Progrés (Fremskrittspartiet)                        | 582,284 | 22.1 | +7.4  | 38 / 169 | 12     |
|         | Partit Conservador (Høyre)                                     | 372,008 | 14.1 | −7.1  | 23 / 169 | 15     |
|         | Partit Socialista d'Esquerra (Sosialistisk Venstreparti)       | 233,069 | 8.8  | −3.7  | 15 / 169 | 8      |
|         | Partit Democristià (Kristelig Folkeparti)                      | 178,889 | 6.8  | −5.6  | 11 / 169 | 11     |
|         | Partit de Centre (Senterpartiet)                               | 171,124 | 6.5  | +0.9  | 11 / 169 | 1      |
|         | Partit Liberal (Venstre)                                       | 156,081 | 5.9  | +2.0  | 10 / 169 | 8      |
|         | Aliança Electoral Roja (Rød Valgallianse)                      | 32,365  | 1.2  | 0.0   | 0 / 169  | =      |
|         | Partit Costaner (Kystpartiet)                                  | 21,946  | 0.8  | −0.9  | 0 / 169  | 1      |
|         | Partit dels Pensionistes (Pensjonistpartiet)                   | 13,559  | 0.5  | -0.2  | 0        | 0      |
|         | Partit d'Unitat Cristiana (Kristent Samlingsparti)             | 3,865   | 0.1  | -0.2  | 0        | 0      |
|         | Partit Ambiental Els Verds (Miljøpartiet De Grønne)            | 3,652   | 0.1  | 0.0   | 0        | 0      |
|         | Els Demòcrates (Demokratene)                                   | 2,706   | 0.1  | -     | 0        | -      |
|         | Llista d'Oposició a l'Avortament (Abortmotstandernes Liste)    | 1,932   | 0.07 | -     | 0        | -      |
|         | Partit Comunista de Noruega (Norges Kommunistiske Parti)       | 1,066   | 0.04 | -0.03 | 0        | 0      |
|         | Partit Reformista (Reformpartiet)                              | 727     | 0.03 | -     | 0        | -      |
|         | Partit del Poble Sami (Sámeálbmot bellodat, Samefolkets Parti) | 660     | 0.03 | -0.01 | 0        | 0      |
|         | Partit Popular Liberal (Det Liberale Folkeparti)               | 213     | 0.01 | 0.0   | 0        | 0      |
|         | Aliança Republicana Noruega (Norsk Republikansk Allianse)      | 94      | 0.00 | -     | 0        | -      |
|         | Partit Unitat de la Cervesa (Pilsens Samlingsparti)            | 65      | 0.00 | -     | 0        | -      |
|         | Partit de la Societat (Samfunnspartiet)                        | 43      | 0.00 | 0.0   | 0        | 0      |
|         | Total 2,639,105                                                | 100%    | 100% | 100%  | 169      | 169    |